# 202P/Scotti
La cometa Scotti 2, formalmente 202P/Scotti, è una cometa periodica appartenente alla famiglia delle comete gioviane. La cometa è stata scoperta dall'astronomo statunitense James Vernon Scotti il 14 dicembre 2001.